# 1941 Wild
Az 1941 Wild (ideiglenes jelöléssel 1931 TN1) egy kisbolygó a Naprendszerben. Karl Wilhelm Reinmuth fedezte fel 1931. október 6-án.